# Brailes
Brailes est un village et une paroisse civile du Warwickshire, en Angleterre. Il est situé dans le sud du comté, à 5 km à l'est de la ville de Shipston-on-Stour. Administrativement, il relève du district de Stratford-on-Avon.

## Toponymie
Brailes apparaît sous la même forme dans le Domesday Book, compilé en 1086. Il existe plusieurs hypothèses concernant l'étymologie de ce nom. Il pourrait provenir d'un substantif vieil anglais *brægels désignant un tumulus ou une sépulture, ou bien dériver des éléments celtiques *breʒ et *lïss, auquel cas il renverrait à une colline servant de tribunal.

## Démographie
Au recensement de 2011, la paroisse civile de Brailes comptait 1 149 habitants.